# Prijedor
Prijedor (szerbül: Приједор), város és községközpont Bosznia-Hercegovinában, Bosanska krajina területén, a Szerb Köztársaságban. 

## Fekvése, éghajlata
Bosznia-Hercegovina északnyugati részén, Banja Lukától légvonalban 44, közúton 53 km-re északnyugatra, a Szana-folyó keleti partján, a Gomjenica-folyó torkolatánál, és azokon a dombokon fekszik, amelyeken a Kozara-hegység nyúlványai a Prijedori mezőre ereszkednek le. A község területe 834 km2, maga a város pedig 135 méteres tengerszint feletti magasságban található. A város területéből 16 hektár alföldi terület, amely magában foglalja a Szana, Gomjenica és a Saničana-tó völgyeit. 38 hektár dombos terület, amely magában foglalja a Kozara-hegység lábát, és a Majdanski-hegység felé húzódó az enyhébb dombvidéket. 30 hektár dombos terület, amely magában foglalja a Kozara-hegység egyes részeit és Ljubija helyi közösségének egy részét. Ezt a területet túlnyomórészt erdő borítja.
A talajtípusok változók. A domináns talajok pszeudoglej talajok, hordaléktalajok, agyagos barna degradált talajok, barna savanyú és barna karbonátos talajok. Az említett területek egy része alacsony természetes termőképességű, általános jellemzőjük a szükséges növényi tápanyagokkal való gyenge ellátottság, magas savérték. A mezőgazdasági szolgálat adatai szerint mintegy 13 000 háztartás foglalkozik mezőgazdasági termeléssel, ami a teljes lakosság mintegy 50%-át teszi ki. Prijedor város területén az erdőterület 29 380 hektárt foglal el.
Prijedor éghajlata mérsékelten kontinentális. Az évi középhőmérséklet 11,7 °C, a téli átlaghőmérséklet 1,6 °C, míg a nyári középhőmérséklet 21,6 °C. Az átlagos évi csapadékmennyiség 942 mm.

## Népessége

### A község népessége
| Nemzetiségi csoport | Népesség 1991 | Népesség 2013 |
| ------------------- | ------------- | ------------- |
| Szerb               | 47 581        | 55 895        |
| Bosnyák             | 49 351        | 29 034        |
| Horvát              | 6 316         | 1 762         |
| Jugoszláv           | 6 459         | 123           |
| Egyéb               | 2 836         | 2 305         |
| Összesen            | 112 543       | 89 397        |

### A város népessége
| Nemzetiségi csoport | Népesség 1991 | Népesség 2013 |
| ------------------- | ------------- | ------------- |
| Szerb               | 13 927        | 22 514        |
| Bosnyák             | 13 388        | 4 812         |
| Horvát              | 1 757         | 681           |
| Jugoszláv           | 4 282         | 80            |
| Egyéb               | 1 281         | 1 301         |
| Összesen            | 34 635        | 29 555        |

## Története
A város nevéről két értelmezés létezik. Mindkettő tövében van a prědor szó, mely a prě-drěti (proto-szláv nyelven: per-derti) – behatolni igéből származik. A név az első magyarázat szerint az erdőbe való behatolás (erdővágás) által létrehozott hely elnevezéséből származik, a második magyarázat szerint pedig a Szana folyó behatolása és eróziója által a mezőben létrehozott helyet jelöl.
Bár Prijedor Bosznia-Hercegovina egyik legfiatalabb városa, a terület régészeti kutatásai (Zecovi erőd őskori, ókori és középkori rétegekkel; Rakovčani késő ókori nekropolisz; Kozarac középkori vára; Sojenice, nekropoliszok) megerősítették, hogy a település története csaknem 5000 évvel ezelőtt kezdődött. A római kor előtti és római időkben ezeken a vidékeken élt az illír maezei törzs, amely a hatalmas Római Birodalommal együtt az 5. században eltűnik a világ színteréről. A következő 12 évszázadban ezt a területet különböző urak, horvátok, magyarok, osztrákok, majd a 16. századtól törökök uralták.

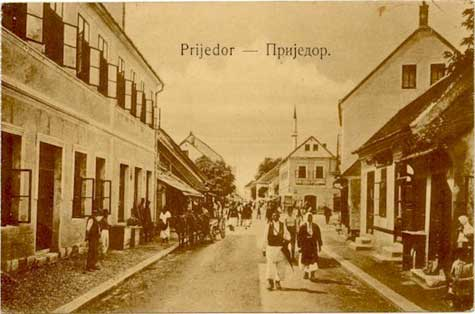
Prijedor régi képeslapon

Prijedor neve palánkvárként, csak 1696-ban, az osztrák-török háború idején jelenik meg abban a latin nyelvű szövegben, amelyet egy horvát generális bizonyos Baćani gróf írt. A palánkvár lerombolásával közel 50 évnek kellett eltelnie ahhoz, hogy Prijedor ismét feltűnjön a lakott helyek listáján. A várost a 18. században alapították likai és udbinai emigráns muszlim lakosságból, akik az osztrák-török háború (1683-1699) idején költöztek Boszniába. A mesterségesen kialakított adán (sziget), Svinjarici szigetén egy kis török erőd építésével hozták létre Prijedor legrégebbi részét, ahol a legjobb stratégiai védelem kínálkozott, és ahol fából készült erődítmény épült, amelyet délnyugatról a Szana folyó, északkeletről pedig egy mocsaras öböl védett. Később épült egy kőerőd is három bejárati kapuval, egy dizdar toronnyal és egy lőporraktárral. Az új kiegészítésekkel a város három tornyot kapott (Šuplja, Grozdanića és Gradska). Ennek a közvetlen közelében a keresztény rész is fejlődött, melynek a város többi részével történt egyesülésével a 18. század második felétől a város egyre gyorsabban fejlődött. Prijedor a Kostajnička bekija (kerület) része volt, amelynek központja Kozaracban volt. 1757-től itt működött a prijedori kapitányság, amely magában foglalta a korábbi Kamengradi, Novszkai és Kozaraci kapitányságot. A város a 18. század közepétől önálló kádiluk székhelye is volt, amely magában foglalta Kozaracot, Omarskát, Ljubiját és Prijedort. A prijedori erődöt 1768-ban javították. 1835-ben, amikor a kapitányságot, beleértve a Prijedorit is, megszüntették, az erődben 15 ágyú volt. A legénység 1851-ben hagyta el az erődöt, majd 1890-ben a szükségtelenné vált erődöt lebontották, köveivel pedig az új városrész utcáit burkolták.

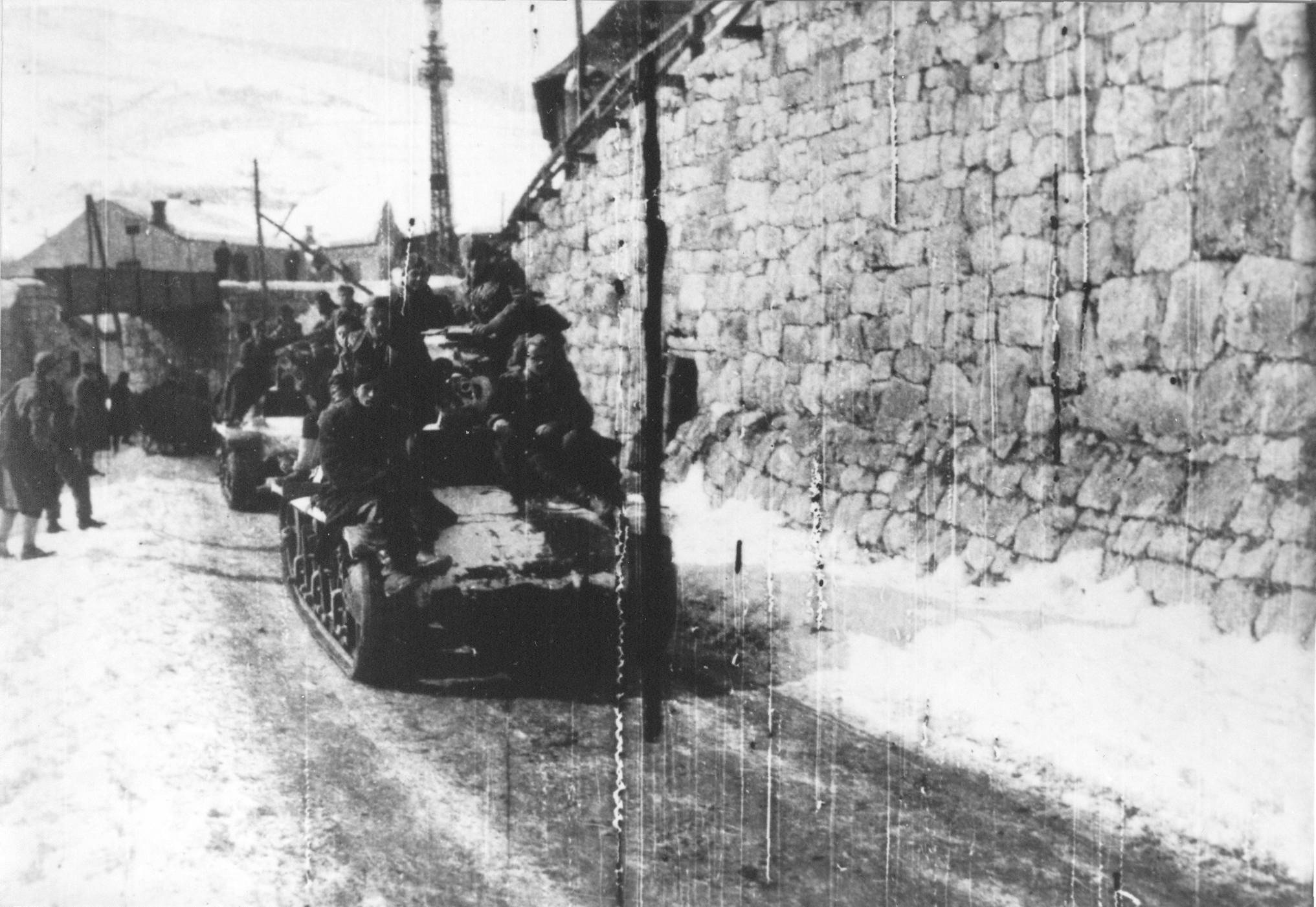
A 6. Krajina partizánhadosztály harcosai Prijedorban, 1945. áprilisában

Prijedorban már 1835-ben szerb elemi iskola működött, 1885-ben pedig a városban megalakították a Vila szerb egyházi kórust. A város gyorsabb fejlődésének feltétele volt az is, hogy 1873-ban áthaladjon a Prijedoron áthaladó vasútvonal, amely Banja Lukát Dobrljinával összekötve Bosznia-Hercegovina történetének első vasútvonala volt. A város fejlődésének másik fontos dátuma 1882, amikor egy nagy tűzvészben szinte az egész város leégett.
A település 1878-ig tartozott az Oszmán Birodalomhoz, ekkor a berlini kongresszus határozata alapján az Osztrák-Magyar Monarchia része lett. 1879-ben az első osztrák-magyar népszámlálás során a Prijedori járáshoz tartozó városnak 818 háztartása 2834 muszlim, 1809 ortodox szerb, 33 katolikus és 5 izraelita lakosa volt. Az első városfejlesztési tervet 1901-ben elfogadva osztrák támogatással a kortárs közép-európai városok szellemében indult meg a modern város építése. Magában a városban már a 20. század elején már nyomda, városi olvasóterem, kommunális iskola, solymászklub, tenisz-, futball- és kézilabdaklubok működtek. A város Bosanska Krajina ezen részének kereskedelmi és kézműves központjává vált. 1910-ben a településen 944 háztartást, 2089 ortodox szerb, 2415 muszlim, 588 katolikus, 27 görög katolikus, 44 izraelita és 20 evangélikus lakost találtak. A monarchia szétesésével 1918-ben előbb a Szerb-Horvát-Szlovén Királyság, majd 1929-től a Jugoszláv Királyság része. 1921-ben a községnek 1184 háztartása és 5596 lakosa volt. Jugoszlávia megszállása után a falu a Független Horvát Állam (NDH) része lett.
1945-től a település a szocialista Jugoszlávia része volt. A Bosznia-Hercegovinában zajló polgárháború idején a település a Boszniai Szerb Köztársaság része volt. Az 1992 és 1995 közötti háború során, miután a Boszniai Szerb Köztársaság hatóságai elfoglalták a várost, Srebrenica és Szarajevó után Prijedor lett a polgári lakosság elleni legnagyobb tömeges bűncselekmény helyszíne Bosznia-Hercegovinában. A prijedori bosnyákok és horvátok több mint 60 tömegsírját fedezték fel a településen, melyekben eddig körülbelül 2000 holttestet találtak, amelyek közül körülbelül 500-at azonosítottak. A város szinte teljes nem szerb lakosságát elűzték, sokan a közeli Omarska, Keraterm és Trnopolje táborokban kötöttek ki. Az Eltűnt Személyek Bizottsága szerint a becslések szerint körülbelül 4100 bosnyákot és horvátot öltek meg Prijedorban és környékén. A legtöbb horvátot Ljubijsko régióban, csak Briševo faluban több mint 70 horvát civil vesztette életét 1992 júliusában a „Sanska Brigada”, a Boszniai Szerb Köztársaság hadseregének egyik alakulatának akciójában. A daytoni békeszerződést követő területfelosztásnál a település a Szerb Köztársaság területéhez került.

## Gazdaság

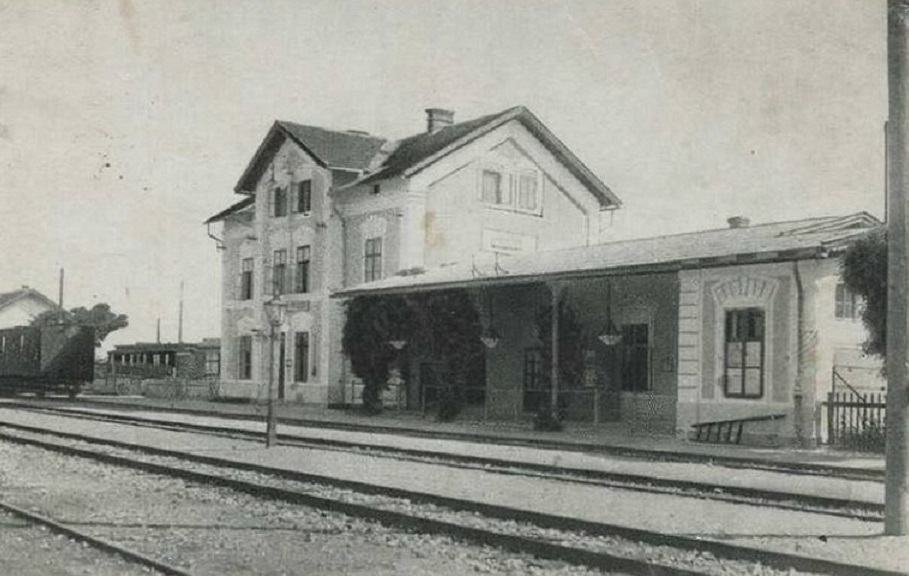
Prijedor vasútállomása a 20. század közepén

Prijedor város területén találhatók Európa legnagyobb vasérckészletei. A 19. század végéig a Szana-folyó egészen Prijedorig hajózható volt. Vonatok közlekedtek a Szanán és így szállították a vasat, az Unán és a Száván egészen Belgrádig. A Kozara óriási lignitben, timföldben, azbesztben és kvarchomokban gazdag ásványi lelőhelyeit a JSZK idejében elhanyagolták, mert a kiegyensúlyozott fejlesztési program szerint Prijedorba csak vasércbányát terveztek.
A háború előtti Prijedorban a legnagyobb munkaadó a Celpak paprikatermékgyár volt, amelynek létesítményeit részben felszámolták, részben elavulttá váltak. Az üzem egészében ma eladó. A község területén található a Celpakon kívül Európa legnagyobb vasércbányája, Ljubija. A háború előtti Šipad komplexumból maradt a magántulajdonba került a Javor bútorgyár. Az egyik jelenlegi nagyobb munkaadó a magánkézben lévő Janjoš kereskedelmi cég.
A gazdasági szerkezet szerint Prijedor városa a régió ipari-mezőgazdasági központja, amely Kozarska Dubica, Novi Grad és Kostajnica podkozarjei községekből, valamint Krupa na Uni és Oštra Luka podgorjei községek kisebb részeiből áll. A gazdasági fejlődés gerincét a bányászat, a cellulóz-, a fafeldolgozás, a fém- és a textilipar adja. Prijedor a háború előtt és most is Potkozarje regionális központja.

## Közlekedés
A város legrégebbi útvonala minden bizonnyal a Szana folyó, amelyen a római korban vasércet szállítottak Trákiába és Moesiába. A folyami forgalom a Dobrljin - Doboj vasút és a Prijedor - Drvar (a múlt század 60-as éveiben megszűnt) keskeny nyomtávú vasút megépítésével 1873 végén megszűnt. A Prijedor — Brezičani — Ljubija vasútvonal 1992-ig működött, ezt követően az infrastruktúrája a hanyagság és a kihasználatlanság miatt szinte teljesen tönkrement.
Prijedorban több fő- és regionális út keresztezi egymást. Tervben van a Novi Grad–Prijedor–Banja Luka autópálya megépítése is. A városi közlekedést négy autóbuszvonalon egyéni vállalkozók biztosítják.

## Oktatás

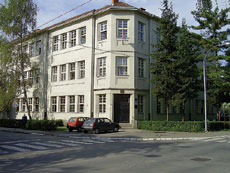
A Szent Száva Gimnázium épülete

A szervezett oktatás első formái a 19. században jöttek létre. Így Bosznia-Hercegovina legrégebbi világi elemi iskolájaként Prijedorban már 1834-ben elemi iskola volt, amelyet később egyesítettek 1898-ban alapított ún. kommunális iskolával majd 1919-ben az állami iskolává, később pedig gimnáziummá nőtte ki magát. A legfontosabb iskolai intézményt, a Prijedori Gimnáziumot 1923-ban alapították Suljaga Suljanović földjén, aki birtokát az iskola építésére adományozta. A második világháború utáni időszakban női szakképző iskola is működött itt.
A városban ma 11 általános és 6 középiskola, valamint általános és középfokú zeneiskola, valamint a fejlődésben akadályozott gyermekek számára speciális iskola működik. Nem szabad megfeledkeznünk a Radost óvodáról sem. Prijedornak felsőoktatási intézményei is vannak, mint az Orvosi Főiskola és a Közgazdasági és Informatikai Főiskola, valamint a Banja Luka-i Egyetem Műszaki Karának Bányászati és Geológiai Tanszéke.

## Kultúra
Prijedor város területén az alábbi intézmények működnek sikeresen, amelyeket a Szerb Köztársaság Oktatási és Kulturális Minisztériumának költségvetéséből és a város költségvetéséből finanszíroznak:

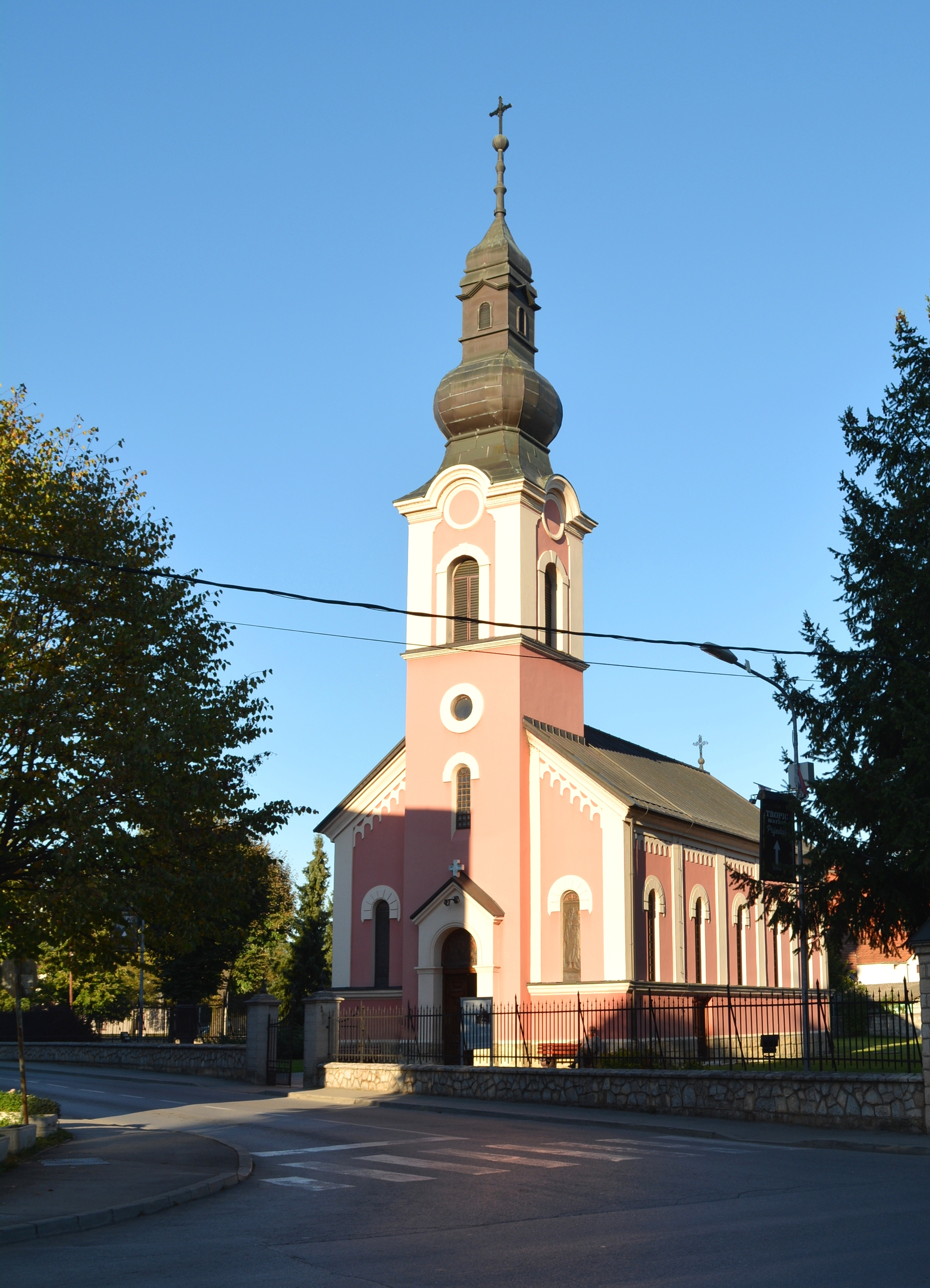
A Szentháromság ortodox templom

- „Ćirilo i Metodije” Nemzeti Könyvtár, Prijedor
- Kozare Múzeum Prijedor
- „Prijedor” Színház
- „Sreten Stojanović” Galéria
- Filmvetítési Központ

Prijedor község területén jelenleg a következő kulturális és művészeti társaságok és egyesületek működnek aktívan:
- SKUD „Dr. Mladen Stojanović” Prijedor

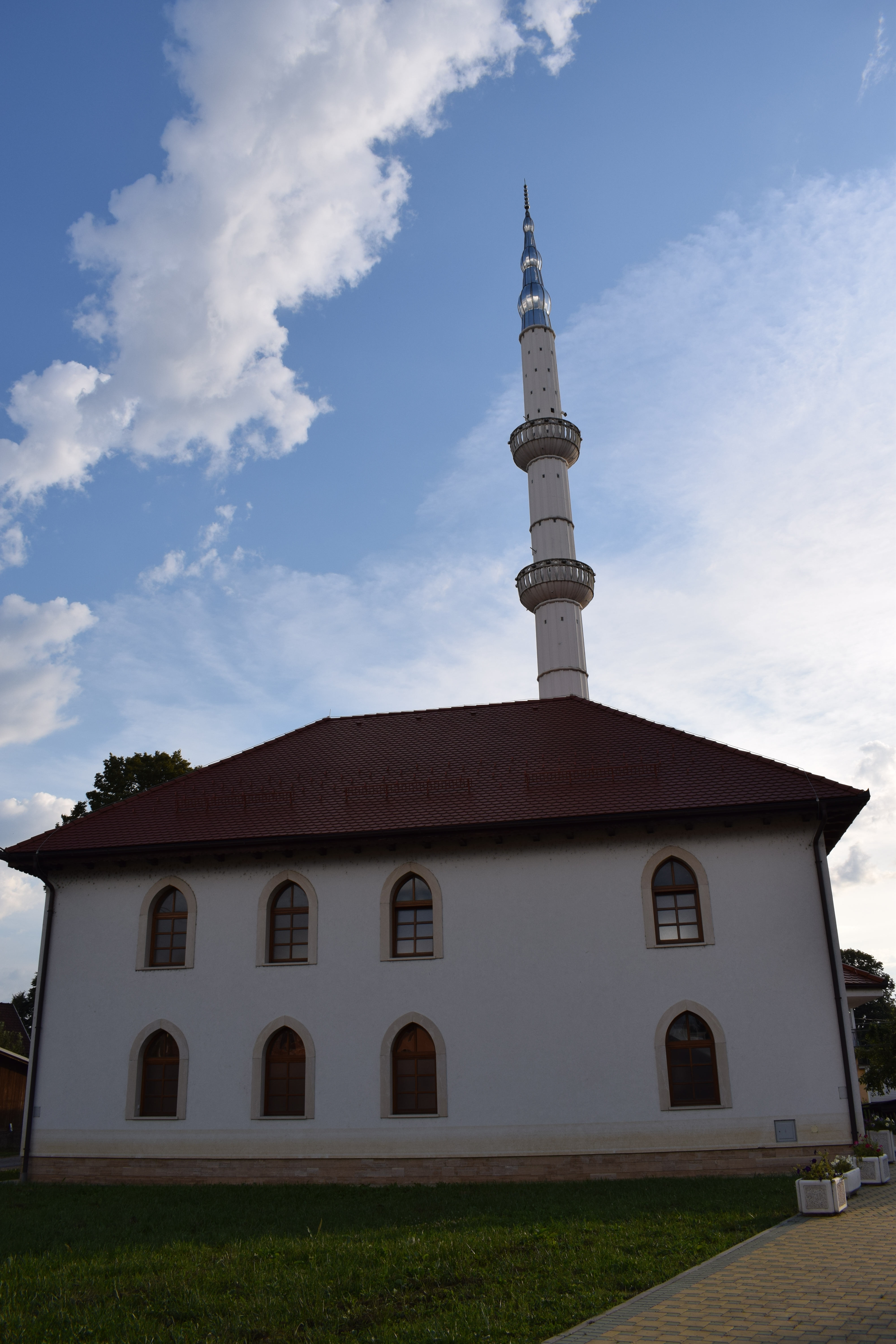
Az Ahmed szultán mecset

- KUD „Kozara” Prijedor
- BKUD „Osman DŽafić” Puharska
- SPCPD „Vila” Prijedor
- KUD „Kozara” Donja LJubija
- KUD „Omarska“ Omarska
- KUD „Kozara” Kozarac
- KUD „Čigre”  Ćela
- KUD „Milan Egić” Brezičani
- KUD „Saničani” Saničani
- BKUD „Brdo” Hambarine
- UMU  RS „Atma” Prijedor
- Írószövetség, Podružnica Prijedor
- Képzőművész Szövetség, Prijedor

## Sport
Az első feljegyzések a község területén folytatott sporttevékenységről 1907-ből származnak, amikor megalakult a „Srpski Sokol” testnevelési egyesület. A legrégebbi prijedori klubok az 1914-ből származó „Prijedor” teniszklub és az 1919-ben alapított „Prijedor” futballklub. Az 1928-ban alapított FK „Rudar” jelenleg a Boszniai Szerb Köztársaság első ligájában szerepel.

## Nevezetességei
- Szentháromság ortodox templom a város központjában (19. század)

- Szent Illés próféta ortodox temploma az Urije településen

- Szent Petka ortodox templom Gomjenica településen

- Pašinaci Szent Szűz születésének ortodox temploma.

- Szent György nagymártír ortodox templom Tukoviban (építés alatt).

- Szent Vaszilij Ostroski ortodox templom Orlovci településen.

- A prijedori katolikus templomot Szent József tiszteletére szentelték, és van egy kisebb kápolna is az urijei katolikus temetőben.

- A város mecsetei: Čaršijska, Zagradska, Gomjenička, Starogradska, Donja Puharska-i és Gornja Puharska-i mecset

- A község területén található a Kozara Nemzeti Park, melynek történelmi jelentőségét a második világháború áldozatainak a Mrakovica (804 m) és Patrija csúcsán emelt emlékművei hangsúlyozzák.

- Az egyistenhívő kultusz legrégebbi emléke a puharskai plébánia római katolikus temploma volt, amely a Kozaracki Kamen tetején állt. A templom a török hódoltság után eltűnt.

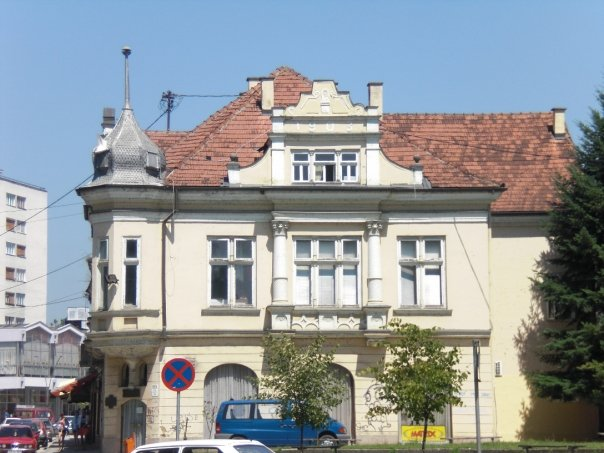
Az osztrák-magyar építészet egyik példája Prijedorban

- Az Orlovača településen található Crkvina néven ismert helyi temető helyén állt a 16. századi Miloševac ortodox kolostor. Utolsó maradványait az osztrákok 1890-ben pusztították el.

- Prijedor területén a legrégebbi monoteista imahely az 1747-ben épült Mahmud szultán mecset volt az óvárosban. Ezt 1992-ben rombolták le, csakúgy, mint a fennmaradó 30 mecsetet, katolikus templomot és kápolnát. Az említett mecsetet és magát az óvárost nem állították helyre eredeti formájában. A Mahmud mecsetet kozaraci bosnyákok újjáépítették.

- A „Szent Keresztért” (Za krst časni) emlékművet az elesett harcosoknak és a város védelmezőinek szentelték. Az emlékmű 1992. május 30-ára emlékezik, amikor a zöldsapkások megtámadták Prijedort, megölve 15, és megsebesítve 25 rendőrt és a Boszniai Szerb Köztársaság hadseregének tagjait.[8]

- A Kozarački kamen tetején, 659 méteres magasságban a római korban egy kis erődítmény volt - egy castrum, amelyből a Prijedori-medencét ellenőrozték.

- Kevéssé ismert, hogy a városközponttól hét kilométerre délre fekvő Zecovi faluban egy bronzkori erődítmény maradványai vannak. A helység Gradina néven ismert, és még mindig nem kellően feltárt.

- Prijedort a festők városaként ismerik, mert több mint 50 akadémikus festő munkássága kötődik a városhoz.

## Galéria
- Szökőkút a városközpontban
- A főutca látképe
- Prijedor főtere
- A városi múzeum épülete
- Prijedor éjszaka
- A Szana Prijedornál
- Sétálóutca Prijedorban
- A Városháza épülete

## Fordítás
- Ez a szócikk részben vagy egészben  a   Prijedor című horvát Wikipédia-szócikk ezen változatának fordításán alapul.  Az eredeti cikk szerkesztőit annak laptörténete sorolja fel. Ez a jelzés csupán a megfogalmazás eredetét és a szerzői jogokat jelzi, nem szolgál a cikkben szereplő információk forrásmegjelöléseként.
- Ez a szócikk részben vagy egészben  a(z)   Приједор című szerb Wikipédia-szócikk ezen változatának fordításán alapul.  Az eredeti cikk szerkesztőit annak laptörténete sorolja fel. Ez a jelzés csupán a megfogalmazás eredetét és a szerzői jogokat jelzi, nem szolgál a cikkben szereplő információk forrásmegjelöléseként.
- Ez a szócikk részben vagy egészben  a(z)   Град Приједор című szerb Wikipédia-szócikk ezen változatának fordításán alapul.  Az eredeti cikk szerkesztőit annak laptörténete sorolja fel. Ez a jelzés csupán a megfogalmazás eredetét és a szerzői jogokat jelzi, nem szolgál a cikkben szereplő információk forrásmegjelöléseként.